# Département de Boghé
Pour les articles homonymes, voir Boghé.

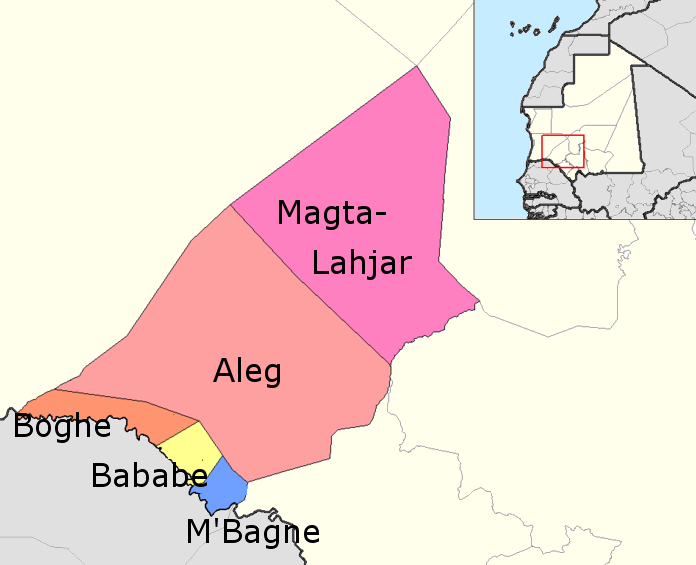
Les départements du Brakna : Boghé au sud-ouest

Le département de Boghé est l'un des cinq départements (appelés officiellement Moughataa) de la région de Brakna en Mauritanie.

## Liste des communes du département
Le département de Boghé est constitué de: 
- Boghé
- Thidé Jeery wouro Ngaydenbé
- Ganki baaba doudé-ganki Jeery
- Ari haara
- Belel Koylé
- Touldé Doubaago et haartallo
- Bassin
- Niolly
- Hoore Mondjé
- Wouro Sada
- Dakvegh
- Thienel Halaybé
- Thialgu Belel ngaary
- Abay
- Karaffo
- Saaradoogou djibery
- gourl boubou
- niakaka
- afnia
- Sayé
- Doubungé
- Joulloom
- Bakaw
- Dar El Aviya
- Dar El Barka
- Ould Biram
- ..sarandogou bocar baidy dia.

En 2000, l'ensemble de la population du département de Boghé regroupe un total de 63 123 habitants (30 465 hommes et 32 658 femmes).